# Final Fantasy XII: Revenant Wings
Final Fantasy XII: Revenant Wings (ファイナルファンタジーXII レヴァナント・ウイング) je realtimová RPG strategie patřící do herní série Final Fantasy. Hra byla vydána pro handheld Nintendo DS v roce 2007 (v Japonsku) jako pokračování titulu Final Fantasy XII (vydáno pro PlayStation 2).
Příběh navazuje na Final Fantasy XII a odehrává se ve světě Ivalice. Hlavní hrdina, Vaan, je mladý pirát, který se svou létající lodí objeví ztracený "nebeský" ostrov Lemurés a jeho obyvatele Aegyl.

## Herní prostředí
Final Fantasy XII: Revenant Wings navazuje na konec předchozího titulu, a proto hra začíná prologem, který seznamuje nové hráče s mladým pirátem Vaanem a jeho navigátorkou Penelo. Tato část tedy slouží k uvedení hráče do herního světa a k seznámení s hlavními propagonisty.
Po prologu se Vaan a jeho přátelé vydávají v lodi Galbana k záhadnému, létajícímu ostrovu Lemurés. Zde se pak odehrává většina děje, který je rozdělený do malých kapitol, které se dále dělí na jednotlivé mise (souboje).

### Souboje
Revenant Wings je realtimová strategie obsahující prvky RPG, podobně jako její předchůdce Final Fantasy XII. Podle režiséra hry, Motoma Toriyamiho, je Final Fantasy XII: Revenant Wings zaměřeno na začínající hráče, kteří nemají se sérii Final Fantasy mnoho zkušeností. Soubojový systém je oproti jiným titulům série značně zjednodušen a dá se ovládat intuitivně, pomocí dotykové obrazovky.
Mimo souboje ovládá hráč postavu Vaana, se kterým se může vydávat na mise, hovořit s dalšími postavami, ovládat loď nebo procházet a upravovat věci v inventáři.
Jakmile je zahájena mise (souboj), má hráč možnost ovládat všechny své postavy ve hře. Těmto pak pomocí dotykového pera uděluje příkazy, vyvolává espery, nebo nastavuje tzv. gambity.
Všechny postavy v Revenant Wings, které bojují, patří do některého ze tří základních typů:
- melee — boj na blízké vzdálenosti
- ranged — boj na dálku
- flying — jsou schopní utočit z výšky a pohybovat se přes neprůchozí terén

Každý typ má výhodu nad jiným typem: Melee nad ranged, ranged nad flying a flying nad melee. Hráč má před zahájením každé mise možnost změnit druhy svých bojovníků. Nejčastěji se tak děje vyvoláním jiných Esperů.

### Espers
Revenant Wings obsahuje ve velké míře vyvolávání pomocníků, tzv. Espers, kteří jsou schopni bojovat po boku hlavních postav i nepřátel. Tento prvek se objevuje i v jiných hrách Final Fantasy, ale v RW se využívá nejvíce v celé sérii.
Espeři se vyvolávají během soubojů pomocí Summoning Gates, které jsou zpočátku každého souboje zapečetěny. Jakmile jsou otevřeny (ať už hráčem, nebo jeho protivníkem), aktuální majitel je může využít k vyvolání dalších Esperů. Tito jsou po vyvolání přiřazeni k jednomu z velitelů (v případě hráče se jedná o některého z pěti postav). Vznikají tak jakési oddíly, kterým může hráč udělovat rozkazy najednou. Jedná se o velmi důležitou vlastnost hry, protože později může každý oddíl sestávat až z 20 členů.
Ve hře je 51 různých esperů, které může hráč s postupem hry využívat přes Ring of Pacts. Espeři jsou rozděleni podle elementů (oheň, voda, země, elektřina) a jakmile je jednou hráč aktivuje (uzavře s nimi pakt), může je vyvolávat a využívat v boji.

### Gambits
Již v předchozím titulu, Final Fantasy XII, se objevily tzv. gambity. Jedná se o přednastavené automatické povely a akce, které postava vykonává během soubojů.
Gambity se objevují také v Revenant Wings, ale jejich použití je upravené a má méně možností. Každé postavě lze nastavit jednu akci, která se automaticky vykoná během souboje, či střetu s protivníkem. Tato akce může být například seslání kouzla, léčení, či jiná schopnost postavy.

## Příběh

### Svět
Několik lokací hry je převzato z titulů Final Fantasy XII a Final Fantasy Tactics Advance, patřících také do světa Ivalice. Další lokace – legendární nebeský ostrov Lemurés – je specifická pouze pro RW.
Podle legendy vytvořil Lemurés bůh Feolthanos. Zároveň vytvořil magické krystaly Auralithy, které udržují obrannou bariéru okolo ostrova. Žádný cizinec se tak na Lemurés nedostane a tím je zajištěna ochrana zde žijícím lidem – Aegyls. Aegylové jsou humanoidé s křídly, dožívající se asi čtyřicet let. Již zmíněná ochranná bariéra způsobila, že aegylové nejsou obeznámeni z okolním světem a stávají se tak snadnou kořistí pirátů, kteří začnou pronikat na Lemurés poté, co bariéra zmizí (toto je zmíněno ve hře Final Fantasy XII).
Magie je v RW provozována pomocí Auracitů, úlomků krystalu Auralithu. Auracity jsou využívány v Ring of Pacts k vyvolávání Yarhi – ve světě Ivalice známí jako espeři.

### Postavy
Postav, které může hráč během hry ovládat je deset (z nichž do boje může vybrat pouze pět). Tyto postavy jsou zároveň velitelé, kteří mohou vyvolávat espery a vytvářet oddíly.
- Vaan (ヴァン Van) — Mladý pirát, který v oblacích hledá svobodu a dobrodružství.
- Penelo (パンネロ Pannero) — Vaanova navigátorka a nejbližší přítel.
- Kytes — Jedna z nejstarších Vaanových přátel. Kam jde Vaan, jde i Kytes.
- Filo — Pirát tělem i duší.
- Llyud — Zkušený Aegylský bojovník.
- Ba'Gamnan — Vaanův nepřítel, známý z předchozí hry. Ke spolupráci s Vaanem donucen násilím.
- Balthier
- Fran
- Ashe
- Basch

## Vývoj hry
Režisérem a hlavním tvůrcem hry je Motomu Toriyama, který se ve stejné době podílel i na Final Fantasy XIII (mimo jiné stojí i za titulem Final Fantasy X-2). Grafický návrh pozadí vytvořil Ryoma Itó.
Producent, Eisuke Yokoyama, uvedl jako zdroj inspirace hry Warcraft a Age of Empires, ze kterých si RW bere tu nejzábavnější část a uvádí ji do prostředí Final Fantasy:
| „                 | I wanted in Revenant Wings to extract the pure "fun" element of these games and place it in our product. | “ |
| — Eisuke Yokoyama | |   |

Zajímavostí je, že v anglicky lokalizované verzi hry byla upravena obtížnost. Oproti Japonské verzi je příběh obtížnější, protože Japonský trh prý není zvyklý na real-timové strategie.